# کانیکا کاپور
کانیکا کاپور (به انگلیسی: Kanika Kapoor؛ زاده ۲۱ اوت ۱۹۷۸) خواننده هندی است. وی در لاکنو به دنیا آمد و بزرگ شد. او همیشه آرزو داشت تا حرفه ای در خوانندگی را دنبال کند، اما در سال ۱۹۹۷ با تاجر راج چاندوک ازدواج کرد و به لندن نقل مکان کرد، جایی که سه فرزند به دنیا آورد. او پس از طلاق از راج در سال ۲۰۱۲، برای آواز خواندن به بمبئی نقل مکان کرد. اولین آهنگ کاپور به نام " Jugni Ji " (2012) برای یک موزیم ویدیو بود – که به موفقیت تجاری تبدیل شد. در سال ۲۰۱۴، او کار خود را در بالیوود با خواندن پلی بک آهنگ " عروسک عزیزم " برای فیلم Ragini MMS 2 آغاز کرد. پس از انتشار، "کودک عروسک" معروف شد و در صدر جدول قرار گرفت و کاپور تحسین‌ها و انتقادات گسترده‌ای را به دست آورد و چندین جایزه برای وی به خاطر سبک آوازش به او تعلق گرفت که از آن جمله جایزه Filmfare برای بهترین پلی بک خوان زن دریافت کرد.